# Фатово
Фа̀тово е село в Южна България. То се намира в община Смолян, област Смолян.

## География
Село Фатово се намира в планински район.

## Културни и природни забележителности
Местността Могилата се намира над селото и разкрива чудни гледки.